# Mateo Lorenzo
Mateo Salvador Lorenzo (Argentina, 9 de julio de 2003), más conocido como Mateo Lorenzo, es un jugador profesional argentino de rugby que se desempeña en la posición de segunda línea en Pampas, equipo perteneciente a la liga Super Rugby Américas.

## Carrera
En 2022, Lorenzo comenzó su carrera deportiva con el equipo La Plata Rugby Club. En 2023 se unió a Pampas, donde lleva jugando dos temporadas. También fue parte de la Selección juvenil de rugby de Argentina.